# Plecopterodes gandolfii
Plecopterodes gandolfii är en fjärilsart som beskrevs av Emilio Berio 1939. Plecopterodes gandolfii ingår i släktet Plecopterodes och familjen nattflyn. Inga underarter finns listade i Catalogue of Life.